# Cléber Goiano
Cléber Resende de Oliveira, mais conhecido como Cleber Goiano, (Heitoraí, 6 de Janeiro de 1979) é um ex-futebolista brasileiro que atuava como volante.

## Carreira como jogador
Cléber Goiano atuou pelo Vila Nova, clube com o qual conquistou a Segunda Divisão do Campeonato Goiano de 2000 e, em seguida, o Campeonato Goiano de 2001. Na sequência, o jogador defendeu o Goiás entre 2002 e 2007, sendo campeão goiano de 2003 e de 2006. Em 2009, Cléber Goiano foi parte do elenco do Guarani vice-campeão da Série B do Campeonato Brasileiro daquele ano. Em 2011, Cléber foi anunciado como reforço do Santa Cruz, pelo qual conquistou o Campeonato Pernambucano de 2011. Em 2012, o volante foi recebido no plantel do Rio Verde.

## Títulos
Vila Nova
- Campeonato Goiano - 2000 - Segunda Divisão
- Campeonato Goiano de 2001

Goiás
- Campeonato Goiano - 2003
- Campeonato Goiano - 2006

Santa Cruz
- Campeonato Pernambucano - 2011